# Hierro meteórico
El hierro meteórico, a veces hierro meteorítico, es un metal nativo y una roca primitiva, remanente de disco protoplanetario del universo temprano, que se encuentra en los meteoritos y está hecho de los elementos hierro y níquel, principalmente en la forma de las fases minerales kamacita y taenita. El hierro meteórico constituye la mayor parte de los meteoritos de hierro, pero también se encuentra en otros meteoritos. Aparte de pequeñas cantidades de hierro telúrico, el hierro meteórico es el único metal nativo que ocurre naturalmente del elemento hierro (en forma metálica en lugar de mena) en la superficie de la Tierra.

## Mineralogía
La mayor parte del hierro meteórico se compone de taenita y kamacita. La taenita es una aleación cúbica de hierro y níquel centrada en la cara y la kamacita es una aleación cúbica de hierro y níquel centrada en el cuerpo.
El hierro meteorítico se puede distinguir del hierro telúrico por su microestructura y quizás también por su composición química, ya que el hierro meteorítico contiene más níquel y menos carbono.
Las trazas de galio y germanio en el hierro meteórico se pueden usar para distinguir diferentes tipos de meteoritos. El hierro meteórico en los meteoritos pedregoso-metálicos (Litosideritos) es idéntico al «grupo galio-germanio» de los meteoritos de hierro.
| Mineral      | Fórmula                 | Níquel (Masa-% Ni) | Estructura cristalina        | Notas y referencias                                   |
| ------------ | ----------------------- | ------------------ | ---------------------------- | ----------------------------------------------------- |
| Antitaenita  | γLow Spin-(Ni,Fe)       | 20-40              | cúbico centrado en la cara   | Solo aprobado como una variedad de taenita por la IMA |
| Kamacita     | α-(Fe,Ni); Fe0+0.9Ni0.1 | 5-10               | cúbico centrado en el cuerpo | Misma estructura que la ferrita                       |
| Taenita      | γ-(Ni,Fe)               | 20-65              | cúbico centrado en la cara   | Misma estructura que la austenita                     |
| Tetrataenita | (FeNi)                  | 48-57              | tetragonal                   | [ 4 ]                                                 |

### Estructuras
El hierro meteórico forma unas pocas estructuras diferentes que se pueden ver por grabado o en secciones delgadas de meteoritos. La estructura o patrón de Widmanstätten se forma cuando el hierro meteórico se enfría y la kamacita se exsuda de la taenita en forma de láminas. La plesita es un intercrecimiento más fino de los dos minerales entre las laminillas del patrón de Widmanstätten. Las líneas de Neumann son líneas finas que atraviesan los cristales de kamacita que se forman a través de la deformación relacionada con el impacto.

## Uso cultural e histórico

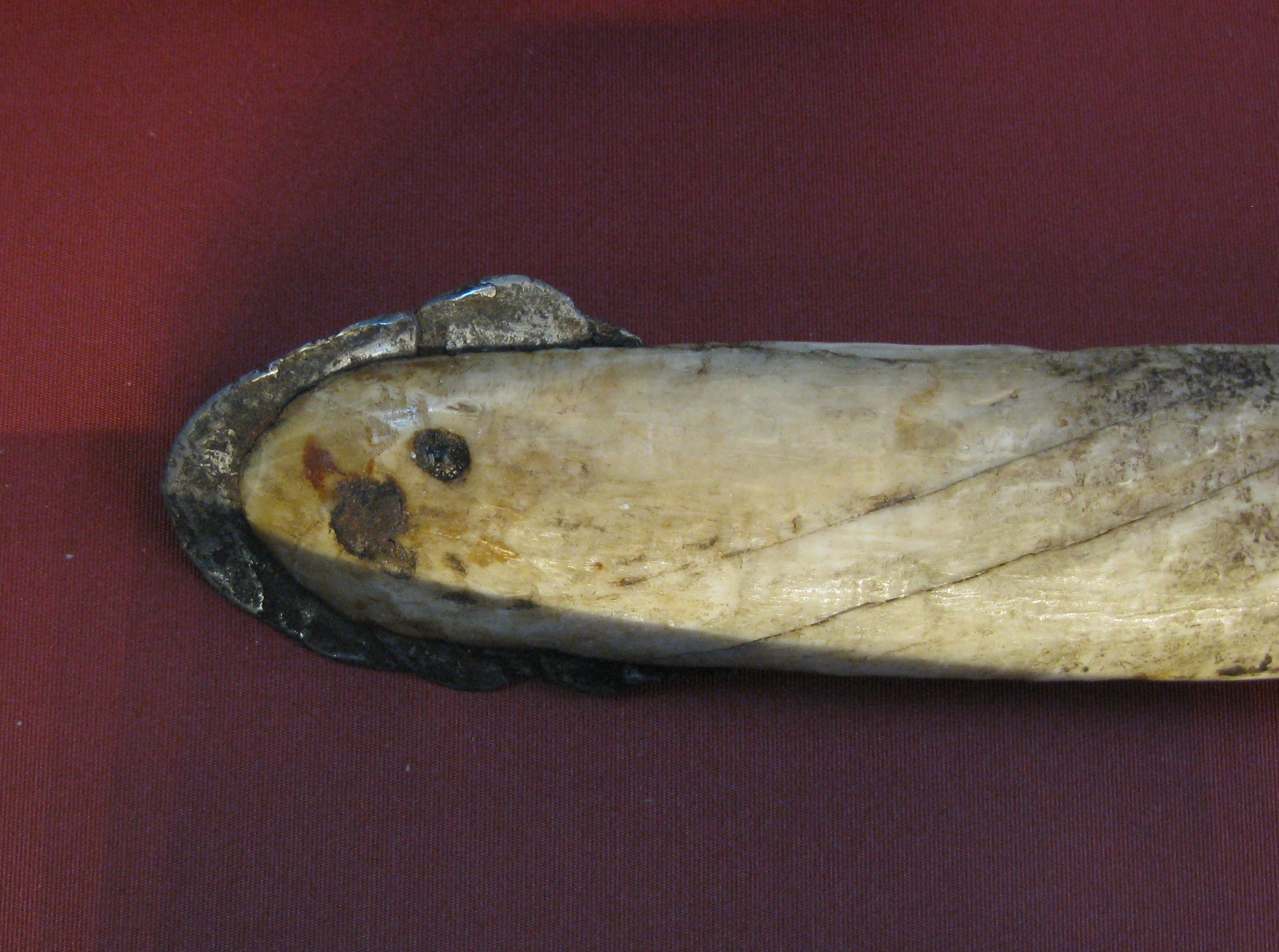
Una lanza hecha de un colmillo de narval con una cabeza de hierro hecha del meteorito de Cape York.

Antes del advenimiento de la fundición de hierro, el hierro meteórico era la única fuente de hierro metálico, además de pequeñas cantidades de hierro telúrico. El hierro meteórico ya se usaba antes del comienzo de la Edad del Hierro para fabricar objetos culturales, herramientas y armas.

### Edad de Bronce
Se ha confirmado que muchos ejemplos de trabajo del hierro de la Edad del Bronce son de origen meteorítico.
- En el Antiguo Egipto se encontró una cuenta de hierro y metal en un cementerio cerca de Gerzeh que contenía un 7.5% de Ni.[10][11] Fechada alrededor del 3200 a. C., el análisis geoquímico de las perlas de hierro de Gerzeh, basado en la proporción de níquel, hierro y cobalto, confirmó que el hierro era de origen meteorítico.[9]
- Una daga de hierro de Alaca Höyük, datada de alrededor del 2500 a. C., se confirmó que  era de origen meteorítico mediante análisis geoquímicos.[9]
- Un colgante de hierro de Umm el-Marra (Siria), datado alrededor del 2300 a. C., se confirmó que era de origen meteorítico a través de análisis geoquímicos.[9]
- Un hacha de hierro de Ugarit (Siria), datado alrededor del 1400 a. C., se descubrió que  tenía un origen meteorítico.[9]
- Varias hachas de hierro de la dinastía Shang en China, datado alrededor del 1400 a. C., también se confirmó que eran de origen meteorítico.[9]
- Una daga de hierro, un brazalete y un reposacabezas de la tumba de Tutankamón, datados alrededor  de 1350 a. C., se confirmó que eran de origen meteorítico.[9] La daga de Tutankamón consta de proporciones similares de metales (hierro, níquel y cobalto) que un meteorito descubierto en el área, depositado por una antigua lluvia de meteoritos.[12][13][14]
- Un brazalete de hierro y un remate de empuñadura (probablemente de un cetro o un arma) en forma de casquete del mismo material y recubierto con láminas de oro provenientes del Tesoro de Villena, datado entre el 1400 y el 1200 a. C. Su riqueza en Ni y su ratio Ni/Fe y Ni/Co indica un origen meteórico. [15]

### América
- Los Inuit usaron partes del meteorito de Cape York para hacer puntas de lanza.[16][17][18]

### África
- Fragmentos del meteorito de Gibeon  fueron utilizados durante siglos por el pueblo nama de Namibia.

### Asia
- Hay informes sobre el uso de meteoritos para la fabricación de varios artículos en el Tíbet (ver Thokcha).
- El Hombre de Hierro, una supuesta estatua budista tibetana de Vaiśravaṇa, probablemente fue tallada de un meteorito ataxita.[19] Se ha especulado que podría estar hecho de un fragmento del meteorito de Chinga.[20][21]

Incluso después de la invención de la fundición, el hierro meteórico se utilizó a veces donde esa tecnología no estaba disponible o el metal era escaso. Un trozo del meteorito de Cranbourne se convirtió en una herradura alrededor de 1854.
Hoy en día, el hierro meteorítico se utiliza en nichos de joyería y en la producción de cuchillos, pero la mayor parte se utiliza con fines de investigación, educativos o de coleccionismo.

## Fenómenos atmosféricos
El hierro meteórico también tiene un efecto sobre la atmósfera de la Tierra. Cuando los meteoritos descienden a través de la atmósfera, las partes externas sufren ablación. La ablación meteorológica es la fuente de muchos elementos en la atmósfera superior. Cuando se elimina el hierro meteórico, se forma un átomo de hierro libre que puede reaccionar con el ozono (O3) para formar FeO. Este FeO puede ser la fuente de las bandas espectrográficas anaranjadas en el espectro de la atmósfera superior.